# Якубовиці-Муроване
Якубовиці-Муроване (пол. Jakubowice Murowane) — село в Польщі, у гміні Вулька Люблінського повіту Люблінського воєводства.
Населення — 254 особи (2011).
У 1975-1998 роках село належало до Люблінського воєводства.

## Демографія
Демографічна структура станом на 31 березня 2011 року:
|          | Загалом | Допрацездатний вік | Працездатний вік | Постпрацездатний вік |
| -------- | ------- | ------------------ | ---------------- | -------------------- |
| Чоловіки | 125     | 22                 | 84               | 19                   |
| Жінки    | 129     | 19                 | 79               | 31                   |
| Разом    | 254     | 41                 | 163              | 50                   |